# デボラ・ラッシュ
デボラ・ラッシュ（Deborah Rush、1954年4月10日 - ）は、アメリカ合衆国の女優。

## 出演作品
- グッド・ワイフ3
- 運命のボタン
- ジュリー&ジュリア
- アメリカン・パイ3:ウェディング大作戦
- グッド・ガール（グウェン・ジャクソン）
- LAW & ORDER:性犯罪特捜班 シーズン1
- スリー・トゥ・タンゴ
- スピン・シティ シーズン3（ヘレン・ウィンストン）
- LAW & ORDER:性犯罪特捜班 シーズン8
- ユー・ガット・メール
- イン&アウト
- スピン・シティ シーズン1（ヘレン・ウィンストン）
- レックレス／逃げきれぬ女
- マイ・ブルー・ヘブン
- ファミリービジネス
- シー・デビル
- ビッグ・ビジネス
- ビッグ・ヒート
- カイロの紫のバラ
- ナイト・イン・ヘブン
- カメレオンマン
- スプリット・イメージ／人格分離
- テン